# Куропаткин, Николай Фёдорович
Николай Фёдорович  Куропатков (11 апреля 1915, Норское, Ярославская губерния — 25 февраля 1945, провинция Померания) — гвардии ефрейтор Рабоче-крестьянской Красной Армии, участник Великой Отечественной войны, Герой Советского Союза (1945).

## Биография
Николай Куропатков родился 11 апреля 1915 года в деревне Норское (ныне — в черте Ярославля). После окончания средней школы работал токарем на заводе. В июне 1941 года Куропаткин был призван на службу в Рабоче-крестьянскую Красную Армию. С того же времени — на фронтах Великой Отечественной войны. В боях два раза был ранен. К октябрю 1944 года ефрейтор Николай Куропатков был помощником наводчика орудия 4-й стрелковой роты, 95-го стрелкового полка (14-й стрелковой дивизии, 131-го стрелкового корпуса, 14-й армии, Карельского фронта). Отличился во время Петсамо-Киркенесской операции.
7 октября 1944 года Куропатков первым ворвался в немецкий опорный пункт и уничтожил вражеский дзот вместе с пулемётным расчётом. 12 октября 1944 года он, скрытно подобравшись к пулемёту, мешавшему продвижению его роты вперёд, подорвал гранатой пулемётный расчёт. 15 октября 1944 года у реки Петсамойоки Куропатков лично уничтожил около 20 вражеских солдат и офицеров, сам получил ранение, но продолжал сражаться. Продвинувшись вперёд, он обнаружил и подорвал вражеский дзот. 25 февраля 1945 года Куропатков погиб в бою на территории Германии. Похоронен под Клаусфельде в 12 км от Хойнице.

## Награды
Указом Президиума Верховного Совета СССР от 24 марта 1945 года за «образцовое выполнение боевых заданий командования на фронте борьбы с немецкими захватчиками и проявленные при этом мужество и героизм» ефрейтор Николай Куропатков посмертно был удостоен высокого звания Героя Советского Союза. Также был награждён орденом Ленина и медалью «За боевые заслуги».

## Память
В честь Куропаткина названы улица в Ярославле и рыболовецкий траулер.